# Tarzali
Tarzali – miasto w Australii, w stanie Queensland.